# Ligne de vie (nouvelle)
Pour les articles homonymes, voir Ligne de vie (homonymie).
Ligne de vie (titre original : Life Line) est une nouvelle de Robert A. Heinlein, parue pour la première fois en septembre 1939 dans la revue Astounding Science-Fiction,. 
La nouvelle évoque un inventeur qui affirme avoir créé une machine qui permettrait de déterminer la date de naissance et de mort d'une personne en examinant sa ligne d'univers.
Il s'agit de la première publication de Heinlein, qui avait rédigé ce texte dans le cadre d'un concours lancé par Thrilling Wonder Stories, concours doté de 50 dollars (
919 dollars américains actuels).  pour la nouvelle primée. Toutefois, Heinlein estima que le texte qu'il avait produit méritait mieux que Thrilling Wonder Stories, et le soumit à John W. Campbell qui décida de le publier dans Astounding Stories, et paya le texte 70 dollars  (
1287 dollars américains actuels).. 
Ce premier texte occupa plus tard également la première place dans l’Histoire du futur qui formera le cadre du travail de Heinlein pour les décennies suivantes.
Dans le cycle de l’Histoire du futur, la nouvelle qui la suit chronologiquement est la nouvelle Que la lumière soit.

## Résumé
- Mise en place de l'intrigue

Le docteur Pinero a inventé une machine qui lui permettrait, selon lui, de déterminer, avec précision, la date de naissance et de mort d'une personne en examinant sa ligne d'univers. Cette découverte lui assure une certaine richesse, mais aussi beaucoup d'ennuis avec l'Académie nationale des sciences, qui ne croit pas en ses découvertes et qui l'accuse d'affabulation et de charlatanisme, et avec les compagnies d'assurance, qui craignent de se voir ruinées (si on connaît la date de sa mort, il n'est plus utile de s'assurer sur la vie).
- Le procès et les activités de Pinero

Lors d'un procès qui oppose Pinero à ces compagnies, le juge déclare que le fait pour certains groupes de réaliser des bénéfices pendant des années ne leur permet pas d'espérer que le gouvernement ou les tribunaux en assureront la pérennité sans tenir compte des changements intervenus dans la situation générale ou du cours de l'histoire. 
À l'occasion de ce procès, l'inventeur produit une enveloppe pour chaque personne concernée, majoritairement les scientifiques de l'Académie des sciences, contenant leur date de décès, enveloppe à ouvrir au fur et à mesure que ces décès se produiront.  
Pinero lui-même, cependant, constate parfois que sa machine ne permet pas de tout résoudre, lorsqu'il se trouve dans l'incapacité de sauver un jeune couple qui meurt en quittant son bureau.
- Dénouement

Pinero est assassiné par un tueur engagé par les compagnies d'assurance, et ses machines sont détruites. 
Les membres de l'Académie ouvrent le coffre contenant les enveloppes sur lesquelles sont indiquées les dates de décès. Ils ouvrent l'enveloppe relative à Pinero lui-même et constatent que l'inventeur avait écrit le jour et l'heure de son trépas. Ils décident de brûler toutes les enveloppes qui restent.

## Éditions en langue française
- Histoire du futur (Tome 1), OPTA, CLA, 1967.
- Histoire du futur (Tome 1), L'homme qui vendit la lune, Presses-Pocket/Pocket n° 5043, 1979 (rééd. 1991)
- Histoire du futur (Tome 1), L'homme qui vendit la lune, Gallimard, Coll. Folio SF n° 207, 2005,  (ISBN 2-07-031752-8).
- Histoire du futur, intégrale des textes, Mnémos, octobre 2020, 824 p., sous la direction d'Ugo Bellagamba, pages 14 à 31  (ISBN 978-2-35408-531-5).